# Нулевое полётное задание
«Нулевое полётное задание» (также «Взаимное ненацеливание ракет», англ. Mutual detargeting) — принятая Российской Федерацией, США и Великобританией с 1994 года концепция, в соответствии с которой системы наведения находящихся на боевом дежурстве ракет с ядерными боеголовками не содержат координат целей, либо в качестве этих координат указана удалённая точка земного шара, что исключает возможность нанесения ущерба в случае случайного или непреднамеренного пуска.

## История
Переговоры между Россией и США о взаимном ненацеливании МБР с ядерными боеголовками начались во время визита в Москву Президента США Билла Клинтона 12—14 января 1994 года. В последний день визита была принята Декларация из тринадцати пунктов, фиксирующая договорённость об отказе РФ и США от нацеливания друг на друга стратегических ядерных ракет. Президенты Клинтон и Борис Ельцин договорились реализовать его до 30 мая 1994 года. В тексте Декларации заключалось:

… впервые почти за полвека — практически с самого начала ядерной эры — Россия и Соединённые Штаты не будут использовать ядерные силы, таким образом предполагается, что они не являются противниками.
Декларацией устанавливалось, что в трёх из четырёх стратегических ракетных системах США — Trident I, Trident II и Peacekeeper — боеголовки не будут содержать информацию о целях, а более старые ракеты Minuteman III, которые требуют постоянной привязки к цели, будут перенастроены на объекты в районе Тихого океана.
15 февраля в ходе визита в Москву премьер-министра Великобритании Джона Мейджора было подписано аналогичное соглашение между РФ и Соединённым Королевством. Эти документы получили общее название «Кремлёвские договорённости» (англ. Kremlin accords).
30 мая тогдашний главком РВСН генерал-полковник Игорь Сергеев сообщил, что в российские межконтинентальные баллистические ракеты введены так называемые нулевые полётные задания. По его словам, в случае попытки несанкционированного пуска ракет они просто не взлетят.
27 мая 1997 года на церемонии подписания Основополагающего акта Россия — НАТО президент России Ельцин заявил:

Я сегодня принял решение. Всё то, что у нас нацелено на страны, которые возглавляются сидящими за столом… Снимаются все боеголовки.
Это решение было принято Ельциным в одностороннем порядке и без обсуждения с членами российской делегации. Пресс-секретарь президента Сергей Ястржембский отказался комментировать слова Ельцина, заявив: «Президент просто устал», но дал уточняющий пресс-релиз для прессы: «Президент имел в виду, что боеголовки не будут нацелены на государства, которые подписали соглашение. Далее возможна ситуация, когда боеголовки будут демонтированы». Министр иностранных дел Российской Федерации Евгений Примаков заявил, что Россия демонтирует боеголовки только в случае, если аналогичным образом поступят США, Великобритания и Франция, однако принцип «нулевого полётного задания» будет сохранён. Тем не менее, во время дебатов в Конгрессе по поводу поправки, требующей от президента подтверждения того, что Россия перенацелила свои ракеты, член Палаты представителей Курт Уэлдон внёс в отчёт Конгресса расшифровку 60-минутного интервью с российскими генералами, в котором говорилось, что нулевое полётное задание может быть изменено на конкретные цели в течение нескольких минут.
По состоянию на конец 2014 года в российских ядерных боеголовках по-прежнему было установлено нулевое полётное задание.